# Elevation
«Elevation» (с англ. — «Подъём») — песня ирландской рок-группы U2, третий сингл из альбома All That You Can't Leave Behind. Композиция выиграла премию «Грэмми» в номинации «Лучшее вокальное рок-исполнение дуэтом или группой» и стала вторым синглом коллектива, занявшим верхнюю строчку чарта Нидерландов. Также, она была выбрана группой в качестве заглавия гастрольного тура Elevation Tour.

## История
«Elevation» началась с экспериментов Эджа — гитарист опробовал винтажную педаль, которую Даниэль Лануа принёс в студию. Эдж наиграл гитарную партию и запрограммировал ритм для бит-бокса — подключились другие музыканты, а Боно начал импровизировать. У песни выраженный хип-хоп ритм. Эдж заявил, что «Elevation» была лёгкой и непринуждённой, в отличие от череды драматических песен: «Stuck in a Moment You Can't Get Out Of», «Kite» и «Walk On».

Эдж о сочинении песни:
Адам занял свою нишу в ходе сочинения «Elevation», поскольку, среди нас он главный фанат хип-хопа, а ритм-секция была вдохновлена этим жанром.

## Концертные выступления
После своего дебюта, «Elevation» исполнялась почти на всех концертах U2. Так, она звучала на всех 113 концертах Elevation Tour — шоу традиционно открывались огнями софитов под музыку «Elevation (Influx Mix)». Во время концертов Vertigo Tour, композиция исполнялась без ударных и баса в первом куплете, во время припева Клейтон и Маллен присоединялись к группе.

## Список композиций
| №  | Название                          | Длительность |
| -- | --------------------------------- | ------------ |
| 1. | «Elevation» (Tomb Raider mix)     | 3:35         |
| 2. | «Elevation» (Escalation mix)      | 7:04         |
| 3. | «Elevation» (the Vandit Club mix) | 8:54         |

| №  | Название                                           | Длительность |
| -- | -------------------------------------------------- | ------------ |
| 1. | «Elevation» (Tomb Raider mix)                      | 3:35         |
| 2. | «Last Night on Earth» (Live from Mexico City)      | 6:20         |
| 3. | «Don't Take Your Guns to Town» (Johnny Cash cover) | 4:11         |

| №  | Название                      | Длительность |
| -- | ----------------------------- | ------------ |
| 1. | «Elevation» (Tomb Raider mix) | 3:35         |
| 2. | «Elevation» (The Biffco mix)  | 4:18         |

| №  | Название                              | Длительность |
| -- | ------------------------------------- | ------------ |
| 1. | «Elevation» (Tomb Raider mix)         | 3:35         |
| 2. | «Elevation» (Escalation mix)          | 7:04         |
| 3. | «Elevation» (Influx remix)            | 4:02         |
| 4. | «Elevation» (Quincey and Sonance mix) | 6:53         |

| №  | Название                                                  | Длительность |
| -- | --------------------------------------------------------- | ------------ |
| 1. | «Elevation» (Tomb Raider mix)                             | 3:35         |
| 2. | «I Remember You» (live from Irving Plaza) (Ramones cover) | 1:28         |
| 3. | «New York» (live from Irving Plaza)                       | 5:42         |
| 4. | «I Will Follow» (live from Irving Plaza)                  | 3:51         |

| №  | Название                                                  | Длительность |
| -- | --------------------------------------------------------- | ------------ |
| 1. | «Elevation» (Tomb Raider mix)                             | 3:35         |
| 2. | «I Remember You» (live from Irving Plaza) (Ramones cover) | 1:28         |
| 3. | «New York» (live from Irving Plaza)                       | 5:42         |
| 4. | «Don't Take Your Guns to Town» (Johnny Cash cover)        | 4:11         |
| 5. | «Elevation» (the Biffco mix)                              | 4:18         |

| №  | Название                               | Длительность |
| -- | -------------------------------------- | ------------ |
| 1. | «Elevation» (Tomb Raider mix)          | 3:35         |
| 2. | «Elevation» (Tomb Raider video)        | 3:50         |
| 3. | «Excerpts from MTV's Making the Video» | 3:46         |

| №  | Название                                  | Длительность |
| -- | ----------------------------------------- | ------------ |
| 1. | «Beautiful Day» (Quincey and Sonance mix) | 7:56         |
| 2. | «Beautiful Day» (the Perfecto mix)        | 7:48         |
| 3. | «Beautiful Day» (David Holmes remix)      | 5:34         |
| 4. | «Elevation» (the Vandit Club mix)         | 8:54         |
| 5. | «Elevation» (Influx remix)                | 5:34         |
| 6. | «Elevation» (Escalation Mmix)             | 5:34         |
| 7. | «Elevation» (Quincey and Sonance remix)   | 5:34         |

## Хит-парады
| Хит-парад (2001)       | Высшая позиция |
| ---------------------- | -------------- |
| Irish Singles Chart    | 1              |
| Canadian Singles Chart | 1              |

## Участники записи
| U2 - Боно – вокал - Эдж – гитара, бэк-вокал, синтезаторы - Адам Клейтон – бас-гитара - Ларри Маллен – ударные, перкуссия Дополнительные музыканты - Брайан Ино – синтезаторы | Производство - Продюсирование – Даниэль Лануа, Брайан Ино - Звукоинженер – Ричард Рейни - Ассистент инженера – Крис Хини - Микширование – Тим Палмер, Элвин Суини |